# Адриан (префект претория)
Адриан (лат. Hadrianus) — римский политический деятель конца IV века — начала V века.
Адриан происходил из Александрии. В 395 году он занимал должность комита священных щедрот (по всей видимости, на Западе). В 397—399 годах Адриан находился на посту магистра оффиций Запада. Дважды, в 401—405 и 413—414 годах, Адриан был префектом претория Италии и Африки.
Возможно, его внуком был префект Рима Руфий Синезий Адириан.